# Shin Zatoichi monogatari
Zatoichi: Parte 3 (Shin Zatôichi monogatari), "Zatoichi: New Tale of Zatoichi", título en USA, Es una película de drama/acción Japonés, producida en el año 1963. Es la tercera de 26 entregas en total, creado por el novelista Kan Shimozawa. Zatoichi fue protagonizado durante sus 26 entregas por Shintaro Katsu. Esta secuela fue la primera lanzada a color.

## Sinopsis
Zatoichi es perseguido por varios enemigos que buscan cobrarse su vida. Mientras tanto se reencuentra con su maestro, Banno, pero todo se complica cuando la hermana de Banno y Zatoichi se enamoran.